# ヴァグネル・ロジェリオ・ヌネス
ヴァグネル・ロジェリオ・ヌネス（Vágner Rogério Nunes、1973年3月19日 - ）は、ブラジル・バウル出身の元サッカー選手。現役時代のポジションはMF。元ブラジル代表。

## 経歴
1990年にパウリスタFCでプロデビュー。以降はブラジル国内のクラブを転々とし、1997年に渡欧してASローマに移籍した。しかし、分厚い選手層を前に定位置を掴むことは叶わず、11試合で約300分の出場に終わった。その後、1シーズンのみサンパウロFCに在籍して、2000-01シーズンから、2度目のヨーロッパ挑戦としてセルタ・デ・ビーゴに移籍した。当時のセルタは、ヨーロッパの国際大会に定期的に出場していたクラブであり、ヴァグネルも加入1シーズン目からレギュラーに定着してUEFAインタートトカップ優勝を経験した。2002-03シーズンは、クラブ史上最高成績となるラ・リーガ4位フィニッシュに貢献したが、翌シーズンにリーグ戦とUEFAチャンピオンズリーグの二足のわらじに苦しみ、セルタはセグンダ・ディビシオンへと降格した。降格後、クラブを退団した。
前述のセルタでの活躍から、FIFAコンフェデレーションズカップ2001を戦うブラジル代表のメンバーに招集され、グループステージのカメルーン代表戦の後半45分にのみ出場した。

## タイトル
セルタ・デ・ビーゴ
- UEFAインタートトカップ : 1回 (2000-01)